# Philoxenus (cràter)
Philoxenus és un cràter d'impacte en el planeta Mercuri de 87 km de diàmetre. Porta el nom del poeta de l'antiga Grècia Filoxen de Citera (436-380 aC), i el seu nom va ser aprovat per la Unió Astronòmica Internacional el 1976.